# Jules Aubrun
Pour les articles homonymes, voir Aubrun.
Jules Antoine Marie Philippe Aubrun, né à Montluçon le 23 octobre 1881 et décédé à Paris le 8 février 1959, est un ingénieur, financier et chef d'entreprise français.

## Biographie
Élève du Lycée Louis-le-Grand, Jules Aubrun est reçu à l'École normale supérieure et à l'École polytechnique en 1900. Il opte pour polytechnique et sort major de la promotion en 1902. Il entre alors à l'École supérieure des mines de Paris. Ingénieur du Corps des Mines en 1906, Jules Aubrun commence sa carrière à l'Arrondissement minéralogique d'Arras, puis il entre au service de la Société des forges et aciéries du Donetz. 
Il sert comme capitaine d'artillerie durant la Première Guerre mondiale.
Aubrun exerce les fonctions de directeur général de Schneider à partir de 1921. Il devient en 1927 administrateur de la Société Citroën, membre de la direction du Comité des forges, membre du conseil de direction de l'Union des industries et métiers de la métallurgie (UIMM), et, en 1928, administrateur de la Société métallurgique de Normandie, de la Société française de constructions mécaniques, de l'Union européenne industrielle et financière.
De 1929 à 1939, il est ingénieur-conseil de la Banque Lazard.
À la suite de la dissolution du Comité des forges, il est nommé en 1940 président du Comité d'organisation de la sidérurgie (Corsid), et élu, en 1945, président de la Chambre syndicale de la sidérurgie française, dont il devient président d'honneur en 1952. 
Membre du conseil d'administration et du conseil de direction de la Société de construction des Batignolles en tant que représentant des intérêts de la Banque Lazard, il assure de septembre 1944 à mai 1945 l'intérim des fonctions de PDG, durant l'incarcération d'Ernest-Georges Goüin. Il est également administrateur des Batignolles-Châtillon.
Il est nommé président du Groupement de l'industrie sidérurgique en 1946 et vice-président du Groupement des industriels de l'armement.
Administrateur de la Banque de Paris et des Pays-Bas depuis 1944, il en prend la vice-présidence en 1950.
En 1953, il est nommé président du conseil d'administration de la Société lorraine de Laminage continu (Sollac). 
Président de la Société métallurgique de Knutange et de la Société des Terres Rouges, il siégeait au sein de nombreux conseils d'administration, dont à la Société alsacienne de constructions mécaniques, de l'Arbed, de la Société d'outillage mécanique et d'usinage d'artillerie (Somua), de la Société française d'entreprises de dragages et de travaux publics, de la Société anonyme André Citroën, de la Compagnie franco-polonaise de chemins de fer (CFPCF), ...
Il était également président de la Commission des Ententes du Comité national français de la Chambre de commerce internationale, membre de l'Office national de l'azote, du conseil de l'École supérieure des mines de Paris et de l'École des mines de Saint-Étienne, du Comité consultatif des mines, du comité de direction du Comité central des houillères de France, de la Commission consultative des fabrications de guerre à la mobilisation, Commission consultative des fabrications de guerre de la Marine à la mobilisation.

### Vie privée
Il est le fils de Philippe Aubrun (1855-1929), président de la mutualité scolaire de Boulogne-sur-Mer, vice-président de l'union départementale des sociétés scolaires cantonales du Pas-de-Calais et conseiller municipal de Boulogne-sur-Mer, et de Marie-Louise Momiron.
Il épouse en 1903 à Boulogne-sur-Mer, Emma Vidor, fille de Auguste II Vidor, armateur avec son frère Georges Vidor à Boulogne-sur-Mer, et de Charlotte Bellet. Son épouse est apparentée à l'écrivain André Mabille de Poncheville et à l'archéologue Louis Carton.
Il est le grand-père de François Aubrun, artiste peintre. De plus, une de ses petites-filles, Véronique Aubrun, épousera François de Wissocq et une autre, Marie-Christine Balling, épousera Thierry de Montbrial.

## Décorations
- Commandeur de la Légion d'honneur.

## Publications
- Réflexions élémentaires sur la sidérurgie (1947)
- Jean Raty : maître de forges, 1894-1958 (1961)

## Sources
- Agnès D'Angio,Schneider et Cie et les travaux publics, 1895-1949, 1995
- Philippe Mioche, Jacques Ferry, Jacques Ferry et la sidérurgie française depuis la seconde guerre mondiale, 1993
- Dominique Barjot, Les entreprises et leurs réseaux, 1998
- Anne Burnel, La Société de construction des Batignolles de 1914-1939 : histoire d'un déclin, Librairie Droz, 1995,  (ISBN 2600000941), (extraits en ligne).
- Philippe Mioche, Les « maîtres de forges » en quête de transparence. archives de la sidérurgie et histoire économique, 1988
- Hervé Joly, Danièle Fraboulet, Patrick Fridenson, Alain Chatriot, Dictionnaire historique des patrons français